# Lilydale, Victoria
Lilydale är en del av en befolkad plats i Australien. Den ligger i kommunen Yarra Ranges och delstaten Victoria, omkring 35 kilometer öster om delstatshuvudstaden Melbourne.
Runt Lilydale är det ganska tätbefolkat, med 222 invånare per kvadratkilometer.. Närmaste större samhälle är Doncaster East, omkring 18 kilometer väster om Lilydale.
I omgivningarna runt Lilydale växer i huvudsak städsegrön lövskog. Genomsnittlig årsnederbörd är 1 244 millimeter. Den regnigaste månaden är juli, med i genomsnitt 140 mm nederbörd, och den torraste är januari, med 49 mm nederbörd.